# Solfara Poggio di muto
La solfara Poggio di muto o miniera Poggio di muto  è stata una miniera di zolfo sita in provincia di Agrigento nei pressi del comune di Favara.
Aperta dopo 1875 è oggi inattiva.